# Rivière Whitegoose
Rivière Whitegoose är ett vattendrag i Kanada.   Det ligger i provinsen Québec, i den sydöstra delen av landet, 400 km norr om huvudstaden Ottawa.
I omgivningarna runt Rivière Whitegoose växer i huvudsak blandskog. Trakten runt Rivière Whitegoose är nära nog obefolkad, med mindre än två invånare per kvadratkilometer.